# Micomitra bella
Micomitra bella är en tvåvingeart som först beskrevs av Austen 1937.  Micomitra bella ingår i släktet Micomitra och familjen svävflugor. Inga underarter finns listade i Catalogue of Life.